# Leonidas Proaño
Leonidas Proaño, nome completo Leonidas Eduardo Proaño Villalba (San Antonio de Ibarra, 29 gennaio 1910 – Quito, 31 agosto 1988) è stato un vescovo cattolico e teologo ecuadoriano.
Fu candidato al Premio Nobel per la pace. È considerato uno dei massimi esponenti della Teologia della liberazione in Ecuador.

## Biografia
Fu ordinato presbitero nel 1936, dimostrando subito interesse per le riflessioni più avanzate della Dottrina sociale della Chiesa cattolica. Durante il suo ministero nella diocesi di Ibarra creò la Gioventù operaia cristiana.
Nel 1954 fu nominato vescovo di Bolívar (Riobamba dal 1955). Lottò per i diritti dei popoli indigeni, per la giustizia sociale e per il loro accesso alla vita pubblica e politica. Per il suo lavoro a favore degli indigeni fu chiamato «il vescovo degli indios».
Esponente della Teologia della liberazione, nel 1960 creò la Scuola radiofonica popolare e nel 1962 il Centro di studi e di azione sociale per sostenere lo sviluppo delle comunità indigene. Partecipò alle quattro sessioni del Concilio Vaticano II.
Nel 1973 fu accusato di partecipare alla guerriglia e dovette presentarsi a Roma, ma fu assolto da tutte le accuse. Nel 1976 fu comunque imprigionato durante la dittatura di Guillermo Rodríguez Lara. Nel 1985 si dimise da vescovo di Riobamba e fu nominato presidente della Pastorale indigena. Malato, morì il 31 agosto 1988; fu sepolto in una piccola chiesa costruita dagli Indios vicino al suo paese natale.

## Opere
- Evangelizzazione e promozione umana nel Kimborazo, Jaca Book, Milano 1976.

## Genealogia episcopale
La genealogia episcopale è:
- Cardinale Scipione Rebiba
- Cardinale Giulio Antonio Santori
- Cardinale Girolamo Bernerio, O.P.
- Arcivescovo Galeazzo Sanvitale
- Cardinale Ludovico Ludovisi
- Cardinale Luigi Caetani
- Cardinale Ulderico Carpegna
- Cardinale Paluzzo Paluzzi Altieri degli Albertoni
- Papa Benedetto XIII
- Papa Benedetto XIV
- Papa Clemente XIII
- Cardinale Marcantonio Colonna
- Cardinale Giacinto Sigismondo Gerdil, B.
- Cardinale Giulio Maria della Somaglia
- Cardinale Carlo Odescalchi, S.I.
- Cardinale Costantino Patrizi Naro
- Cardinale Lucido Maria Parocchi
- Papa Pio X
- Cardinale Gaetano De Lai
- Cardinale Raffaele Carlo Rossi, O.C.D.
- Cardinale Amleto Giovanni Cicognani
- Cardinale Aloysius Joseph Muench
- Cardinale Opilio Rossi
- Vescovo Leonidas Eduardo Proaño Villalba